# مود 7

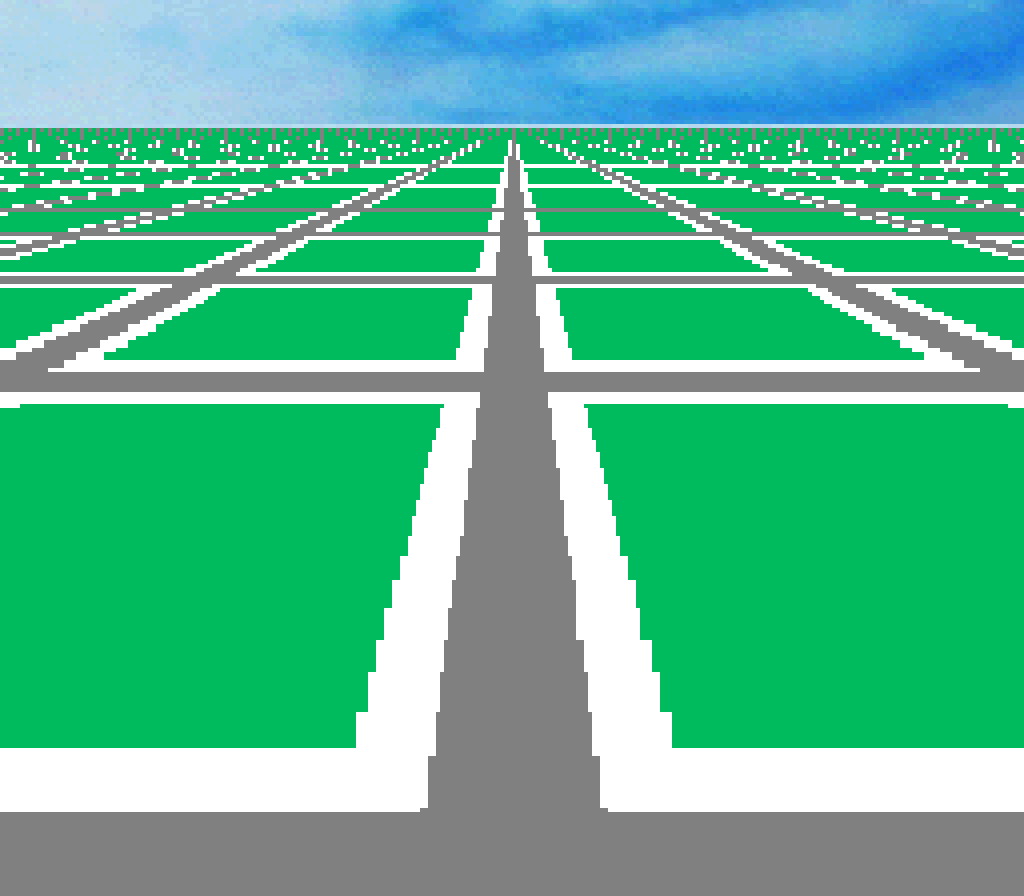
لقطة توضح هذا التأثير.

مود 7 (Mode 7) هو وضع رسومي على جهاز ألعاب الفيديو نينتندو إنترتينمنت سيستم يتم من خلاله تدوير وتغير حجم طبقات الخلفية مما يعطي تأثيرا ثلاثي الأبعاد لألعاب الفيديو.

## الاستخدام
يوجد عدة ألعاب استخدم فيها هذا التأثير مثل:
- سوبر ماريو ورلد
- سوبر كاسلفينيا 4
- سيكرت أوف مانا
- سوبر ستار وورز